# Mesoligia albimacula
Mesoligia albimacula là một loài bướm đêm trong họ Noctuidae.